# أبراج إعمار
أبراج إعمار هي أبراج تجارية تقع في مدينة عمان بين الدوار الخامس والسادس، ويصل ارتفاعها إلى 85 متراً 
تشمل الأبراج على قاعات للمؤتمرات و78 مكتباً، وتعتبر من معالم عمان الحديثة ذات العمارة الفريدة.